# Pierre Cazaux

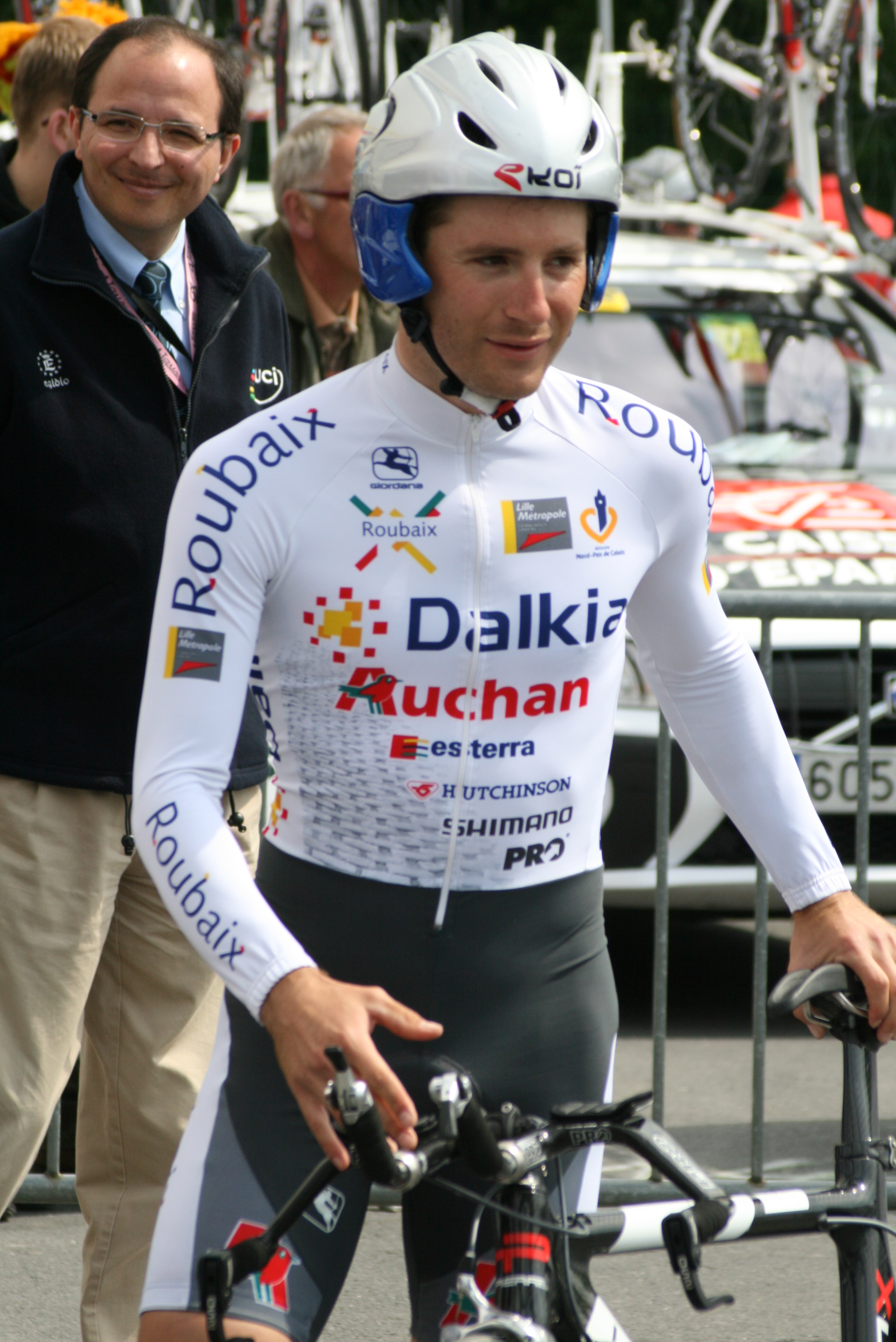
Pierre Cazaux bei den Vier Tagen von Dünkirchen 2009

Pierre Cazaux (* 7. Juni 1984 in Saint-Palais) ist ein ehemaliger französischer Radrennfahrer aus dem Baskenland.
Pierre Cazaux fuhr Ende der Saison 2007 für das französische Continental Team Roubaix Lille Métropole als Stagiaire und bekam einen Profivertrag für die folgende Saison. In seinem ersten Jahr dort gewann er den Prix Gilbert Bousquet. In der Saison 2010 fuhr Cazaux für das ProTeam FDJ. Bei der Vuelta a España 2010 belegte er bei der 15. Etappe den fünften Rang aus einer Ausreißergruppe heraus. Nachdem er in den Saisons 2011 und 2012 für das baskische ProTeam Euskaltel-Euskadi fuhr, wechselte er zum französischen Vereinsteam Entente Sud Gascogne.

## Grand Tour Gesamtwertung
| Grand Tour            | 2010 | 2011 | 2012 |
| --------------------- | ---- | ---- | ---- |
| Giro d’ItaliaGiro     | −    | 124  | 123  |
| Tour de FranceTour    | −    | −    | −    |
| Vuelta a EspañaVuelta | 110  | 148  | −    |

## Teams
- 2007 Roubaix Lille Métropole (Stagiaire)
- 2008 Roubaix Lille Métropole
- 2009 Roubaix Lille Métropole
- 2010 Française des Jeux
- 2011 Euskaltel-Euskadi
- 2012 Euskaltel-Euskadi